# Sri Gading (Labuhan Maringgai)
Sri Gading is een bestuurslaag in het regentschap Lampung Timur van de provincie Lampung, Indonesië. Sri Gading telt 6748 inwoners (volkstelling 2010).